# 东瑁洲
东瑁洲也称东岛，位于中国海南省三亚市三亚湾南部海域，面积0.83平方公里。东瑁洲与毗邻的西瑁洲犹如海中的两只玳瑁，两岛组成的“波浮双玳”为三亚的著名景观。截至2012年，东瑁洲岛上尚未通市电和光纤。光伏发电和柴油机发电。岛上驻守着中国最南端的陆军连队三亚警备区某海防旅东瑁洲海防连。